# Festival du film de chercheur de Nancy
Le Festival du film de chercheur de Nancy est un festival de promotion de films scientifiques.
Il a été créé en 1996. En parallèle se déroule un concours du film des chercheurs en herbe.

## Palmarès 2014
- Prix du festival : Nous filmons le peuple !, Ania Szczepanska

## Palmarès 2015
- Prix du festival : Cartographier l’univers : à la découverte de Lanikéa, Hélène Courtois
- Prix CNRS Images : Inventaire et étude des cachets à collyres, Muriel Labonnelie